# William Tetley
 (janvier 2020).
Si vous disposez d'ouvrages ou d'articles de référence ou si vous connaissez des sites web de qualité traitant du thème abordé ici, merci de compléter l'article en donnant les références utiles à sa vérifiabilité et en les liant à la section « Notes et références ».
William Tetley (né à Montréal le 10 février 1927 et décédé le 1er juillet 2014) est un avocat, un militaire, un critique littéraire et un homme politique canadien. Il fut ministre des institutions financières dans le cabinet de Robert Bourassa.

## Biographie
Il étudia à ville Mont-Royal, à l'Université McGill, à l'Université Laval et au Collège royal de la Marine du Canada. En 1952, il entre au barreau du Québec, puis travaille dans la marine royale canadienne, le Montreal Star et pour The Gazette.
Il pratiqua son métier d'avocat jusqu'en 1968 lorsqu'il devint vice-président du Parti libéral du Québec. Trois années plus tôt, il était devenu échevin dans sa municipalité.
Lors d'une élection partielle, au début du mois de décembre de 1968, il est élu député de Notre-Dame-de-Grâce, puis réélu à l'élection provinciale de 1970. Jusqu'en 1975, il occupe le ministère des compagnies et coopératives, puis il est brièvement ministre des travaux publics en 1975-1976.
Il quitte la politique en 1976, préférant enseigner le droit à l'Université McGill. Auteur de plusieurs ouvrages en droit, il fut en outre président de division du YMCA, vice-président des scouts du Québec et récipiendaire de l'Ordre du Canada.